# حقل الطوبة
حقل الطوبة هو حقل نفط وغاز عراقي كبير، نوعه متوسط ذو كثافة API 28 في مقاطعة الطوبة في قضاء سفوان في محافظة البصرة بجنوب العراق، بين حقلة الرميلة الجنوبي غرباً وحقل الزبير شرقاً، اكشتفته شركة نفط البصرة سنة 1959 الميلادية، بدأ الإنتاج منه سنة 2006، وذُكر أن احتياطه  5 مليارات ومليون برميل. ذو أبعاد مساحتها 324 كيلومتراً مربعاً، فيه مكمن نفطي واحد اسمه (المشرف) وفيه 10 آبار استكشافية، منها 6 آبار منتجة للنفط الخام والأخرى آبار تقييمية، بلغ إنتاج الحقل 40 ألف برميل يومياً حتى سنة 2017، بين حقل الطوبة ومركز محافظة البصرة 40 كيلومتراً وقيل 27 كيلومتراً. قال عبد اللطيف الشواف في كتابه (حول قضية النفط في العراق مطالعات واستطرادات) المنشور سنة 1967م "أما حقل الطوبة فهو قبة منفصلة أيضاً ويقع بين حقلي الزبير والرميلة وأهميته في أنه يحتوي على نفط في الطبقة الثانية التي تمتد من شمال الزبير إلى شمال الرميلة، ويسيطر بذلك على الطبقة المنتجة الرئيسية في المنطقة الجنوبية (زبير - طوبة - رميلة) إذ إن الطبقة الثانية متصلة ببضعها وتقدر احتياطياتها بعدة مئات من ملايين الأطنان".

## عقود الإنتاج
بلغ إنتاج الحقل السنوي 6,728,729 برميلاً لسنة 2022، وفي سنة 2007 و2008 كان عقد الإنتاج مع ائتلاف هندي جزائري إندونيسي. وفي 12 أيار سنة 2024 وقّعت وزارة النفط العراقية اتفاقية المبادئ (HOA) مع ائتلاف شركتي "جيو -جيد وكرسنت" الصينية، لزيادة إنتاج الحقل إلى 200 ألف برميل يوميًا.